# Řád sv. Štěpána, papeže a mučedníka

Znak řádu

Řád sv. Štěpána, papeže a mučedníka (italsky Sacro Militare Ordine di Santo Stefano Papa e Martire), zkráceně známý jako Řád sv. Štěpána je toskánský rytířský řád, založený roku 1561.

## Historie řádu
Řád byl založen Cosimem di Medici roku 1561, prvním velkovévodou Toskánským. Svolení k vzniku řádu udělil papež Pius IV. breve „Eximiae devotionis“ a bulou „His, quae pro Religionis propagatione“. Řehole řádu byla vybrána benediktinská, zasvěcení řádu bylo zvoleno na paměť bitvy u Montermula, která se stala na den sv. Štěpána, papeže.
Prvním velmistrem řádu byl sám Cosimo I., poté se stávali velmistry jeho následovníci na trůnu Toskánského velkovévodství. Řád je dodnes udělován a jeho současným velmistrem je arcivévoda Zikmud Habsburský, velkovévoda Toskánský.

Vlajka řádu

Vlajka galér řádu 1562 – konec 18. stol.

Cílem řádu byl námořní boj s osmanskými Turky a s piráty ve Středomoří. Cosimovo bohatství bylo založeno na námořním obchodě, který byl Osmany i piráty poškozován. Cosimo dále potřeboval symbol jednoty mezi florentskou a sienskou šlechtou a v neposlední řadě vznik řádu dodal prestiž nově vytvořenému velkovévodství.
Prvním sídlem řádu byl ostrov Elba, odkud se rytíři přesídlili do Pisy, kde sídlí dodnes a kde se na náměstí piazza dei Cavalieri nachází chrám sv. Štěpána a řádový palác.

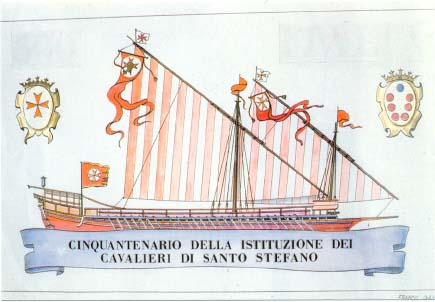
Galéra řádu v 17. století

V prvních letech rytíři bojovali spolu se Španěly proti Turkům a byli u obležení Malty roku 1565, a u bitvy u Lepanta roku 1571. Po roce 1640 se rytíři soustředili hlavně na obranu pobřeží a podporu Benátek v bojích proti Osmanům. Poslední vojenská operace řádu proběhla roku 1719 a poté velkovévoda Petr Leopold řád reorganizoval na vzdělávací instituci toskánské šlechty. Leopold poté, co se stal císařem, abdikoval z hodnosti toskánského velkovévody ve prospěch svého mladšího syna Ferdinanda III., zakladatele současné linie velkovévodů a velmistrů řádu. Roku 1799 Ferdinand III. kapituloval před silami Francouzské republiky a vzdal se velmistrovství řádu. Řád přežíval v krátkodobém Etruském království. Roku 1814 bylo obnoveno velkovévodství pod Ferdinandem III. a roku 1815 byl i obnoven řád dekretem Ripristinazione dell'Ordine dei Cavalieri di S. Stefano. Roku 1859 bylo Toskánsko dobyto Sardinským královstvím a řád byl rozpuštěn. Vzhledem k tomu, že se jedná o církevní a dynastický řád, toto rozpuštění není platné a řád dodnes existuje.

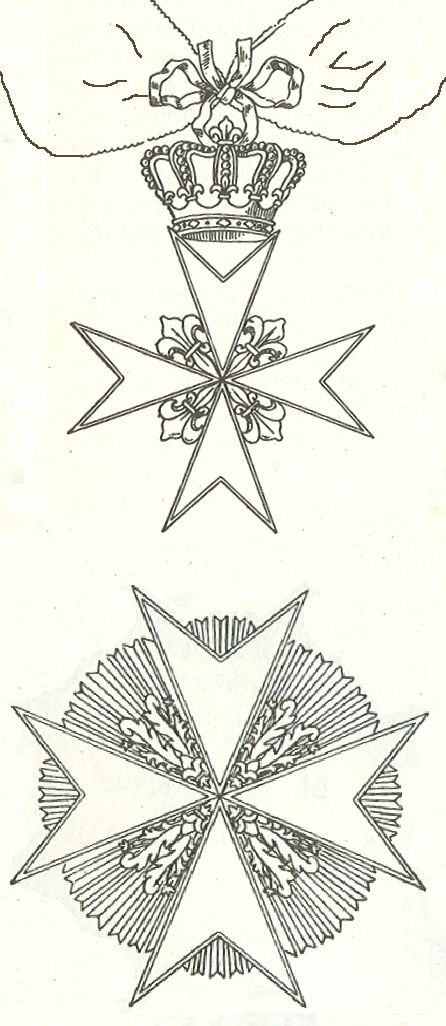
Kříž řádu sv. Štěpána

Členem řádu se může stát pouze aristokrat, římský katolík, starší 18 let a nepocházející z „heretické“ rodiny. Výjimkou je členství pro hlavy států a členy královských rodin, kde je postačující jakékoliv křesťanské vyznání. V současnosti má řád kolem 80 rytířů a dam.